# アンテナ・チューナー

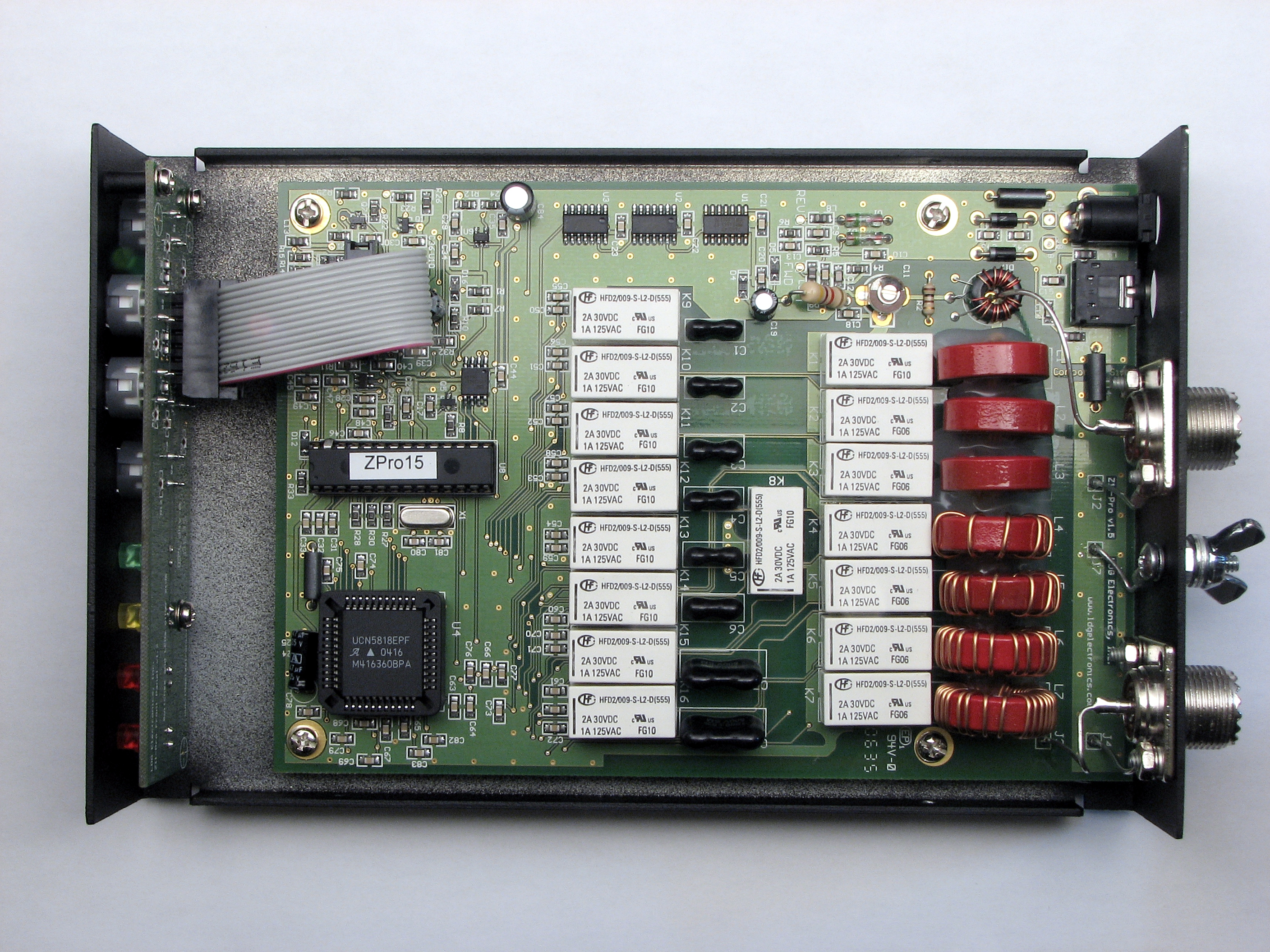
アマチュア無線用の現代のアンテナ・チューナー

アンテナ・チューナー（英語: antenna tuner）、トランスマッチ（英語: transmatch）、またはアンテナ・チューニング・ユニット（ATU。英語: antenna tuning unit。ただし、ATUはオートチューナーを指す場合が多い）は、無線の送信機または受信機とアンテナとの間に接続する機器で、送信機や受信機のインピーダンスをアンテナのインピーダンスに整合させることで、送信機や受信機とアンテナとの間の電力伝送の効率を高める役割を持つ。アンテナ・チューナーは、アンテナ端子のインピーダンスが固定されたトランシーバー（現代的なトランシーバーでは50Ωが典型的）と、複素成分を持つかもしれないし、とにかく整合していない未知の負荷（給電線およびアンテナ）インピーダンスとを整合させる。この不整合はたいてい非共振型アンテナを用いるときに生じる（一つの理由として、非共振アンテナの電気長は、送受信する信号の波長と照らして、給電点におけるインピーダンスは純抵抗にならない）。アンテナ・チューナーを使うと、1つのアンテナを広い周波数帯域で使用することができる。アンテナとアンテナ・チューナーの組み合わせでは、もともと共振しているアンテナほどには決して効果的ではない。SWR（多重の反射）により給電線に損失がさらに誘発され、アンテナ・チューナーそのものの損失も加わるからである。とはいえ実際面では、指向パターンの問題と電波の捕捉範囲において、アンテナ・チューナーの使用はこういった問題点よりも、利点の方がより上回るかもしれない。
厳密に「ATU」と言う場合、アンテナ・マッチング・ユニットを指し、アンテナの共振周波数を変えることはできない。
ここで留意すべき点は、同様のマッチング・ネットワークが、リニア・アンプといった異なるタイプの機器で使われていることだ。詳しくはimpedance bridgingを参照のこと。